# Nödersdorf
Nödersdorf ist eine Ortschaft und eine Katastralgemeinde der Gemeinde Pernegg im Bezirk Horn in Niederösterreich.

## Geschichte
Laut Adressbuch von Österreich waren im Jahr 1938 in der Ortsgemeinde Nödersdorf ein Gemischtwarenhändler mit Gastwirtschaft, ein Schmied, ein Schneider, ein Schuster, ein Wagner und mehrere Landwirte ansässig.

## Siedlungsentwicklung
Zum Jahreswechsel 1979/1980 befanden sich in der Katastralgemeinde Nödersdorf insgesamt 38 Bauflächen mit 17.007 m² und 26 Gärten auf 30.935 m², 1989/1990 gab es 36 Bauflächen. 1999/2000 war die Zahl der Bauflächen auf 46 angewachsen und 2009/2010 bestanden 61 Gebäude auf 126 Bauflächen.

## Bodennutzung
Die Katastralgemeinde ist landwirtschaftlich geprägt. 257 Hektar wurden zum Jahreswechsel 1979/1980 landwirtschaftlich genutzt und 70 Hektar waren forstwirtschaftlich geführte Waldflächen. 1999/2000 wurde auf 253 Hektar Landwirtschaft betrieben und 68 Hektar waren als forstwirtschaftlich genutzte Flächen ausgewiesen. Ende 2018 waren 245 Hektar als landwirtschaftliche Flächen genutzt und Forstwirtschaft wurde auf 70 Hektar betrieben. Die durchschnittliche Bodenklimazahl von Nödersdorf beträgt 32,9 (Stand 2010).